# Tarik Tesfu

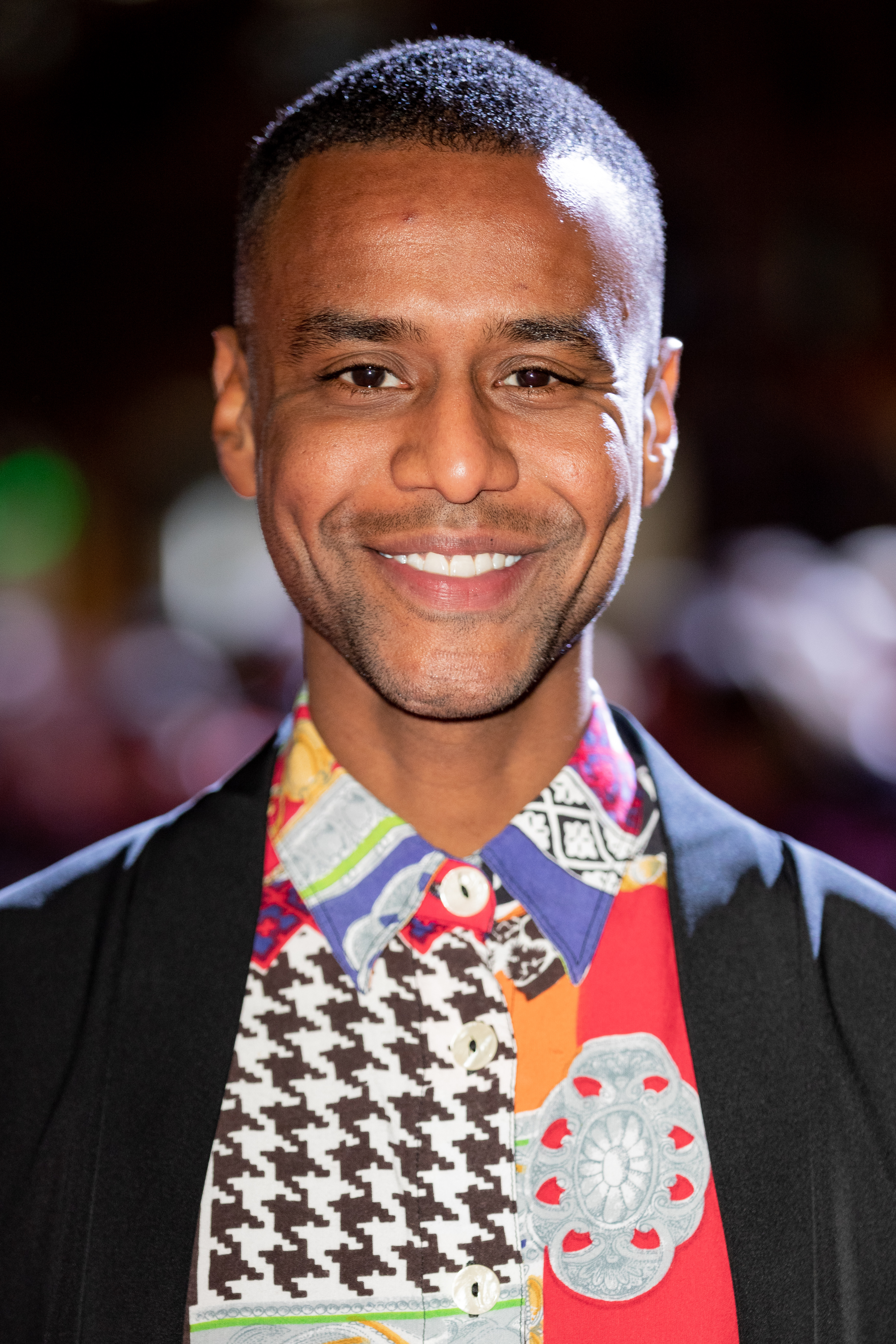
Tarik Tesfu (2019)

Tarik Tesfu (* 1985) ist ein deutscher Moderator.

## Leben und Karriere
Tesfu wurde im Ruhrgebiet geboren; seine Eltern sind Eritreer. Er studierte Publizistik- und Kommunikationswissenschaften sowie Gender Studies an der Universität Wien, allerdings ohne Abschluss. In der Zeit kam er über ein Praktikum zu den Medien.
Er war Teil des Teams des Webvideo-Formats Jäger & Sammler. Des Weiteren betrieb er den YouTube-Kanal Tariks Genderkrise. 2021 moderierte er Deep und deutlich mit Louisa Dellert und war zu Gast bei der Spieleshow Joko & Klaas gegen ProSieben. Er moderiert seit 2022 das ARD-Dokuformat A Glamorous Takeover, in dem Persönlichkeiten aus queeren Subkulturen vorgestellt wurden. Außerdem veröffentlicht er Musikvideos auf YouTube.

## Rezeption
Vor allem auf seinem YouTube-Kanal wurde er mit Hasskommentaren konfrontiert. Der Bayerische Rundfunk stellt in einem Bericht fest, Tesfu sei in sozialen Medien „zur Projektionsfläche für all diejenigen [geworden], die fremdenfeindlich, rassistisch, homophob, islamophob oder generell menschenverachtend sind“.